# Opera Nazionale Balilla
L'Opera nazionale Balilla per l'assistenza e per l'educazione fisica e morale della gioventù (més coneguda com Opera nazionale Balilla, ONB) (en català, Obra nacional Balilla per a l'assistència i l'educació física i moral dels joves) va ser una organització juvenil italiana vigent entre 1926 i 1937, any en què va ser integrada dins de la Gioventù Italiana del Littorio (GIL), secció juvenil del Partit Nacional Feixista.
El nom prové del sobrenom de Giovan Battista Perasso, un jove genovès conegut com a «Balilla», qui segons una llegenda local, va iniciar una revolta en 1746 contra els Habsburg, les forces militars del qual van ocupar la ciutat durant la Guerra de Successió Austríaca. Aquesta història va suposar una inspiració per la seva suposada edat i activitat revolucionària, mentre que la seva presència a la guerra contra els austríacs va reflectir les ànsies de l'irredemptisme en els primers anys del feixisme.
Igual que amb els pioners soviètics a l'URSS, els seus membres aprenien sobre la vida comunitària. També es tractava d'inculcar als joves de la Balilla el culte al règim i al Duce, alhora que els donava una educació física i paramilitar.

## Història

### Antecedents
El feixisme primerenc es va proposar com un moviment que trencava amb l'estat liberal de Giovanni Giolitti i les seves institucions, inclòs l'entorn educatiu. En el futurisme, art i moviment cultural revolucionari que va servir de catalitzador per al feixisme, es va sostenir la idea de crear «col·legis per inculcar valors físics i patriòtics» tal com va expressar Filippo Tommaso Marinetti el 1919. Marinetti va expressar el seu menyspreu cap a les classes de llatí i grec antic, matèries definides per ell com a «prehistòriques i troglodites», les quals «havien de ser substituïdes per exercicis per formar soldats Arditi» amb l'objectiu de marxar al front.
Va ser en aquells anys quan es van començar a formar les primeres organitzacions juvenils del feixisme: Avanguardia Giovanile Fascista (AGF) el 1919 i Gioventù Universitaria Fascista (GUF) el 1922.

### Creació
Després de la marxa sobre Roma del 28 d'octubre de 1922, el naixent règim de Mussolini va plantejar el problema de com «fascistizzare» la societat, començant pels més joves. El desembre de 1925, Mussolini va donar a l'ex-arditi Renato Ricci la direcció del moviment juvenil del Partit Nacional Feixista (l'Avanguardia giovanile fascista, AGF) amb la tasca de «reorganitzar la joventut des del punt de vista moral i físic».
La Llei núm. 2247 de 3 d'abril de 1926, va sancionar el naixement de l'Opera nazionale Balilla (ONB), com a organisme autònom, que Ricci dirigiria fins al 1937. Complementària de la institució escolar, l'ONB era «dirigida... a l'assistència i educació física i moral de la joventut». Hi inclouria joves de 6 a 18 anys, dividits en tres subinstitucions: els figli della lupa (fills de la lloba, de 6 a 8 anys), els balilla (de 8 a 14 anys) i els avanguardisti (avantguardistes, de 14 a 18 anys), i adreçada no només a l'educació espiritual, cultural i religiosa, sinó també a l'educació premilitar, gimnàstica-esportiva, professional i tècnica segons la ideologia feixista.
L'activitat de l'ONB va començar efectivament amb l'aprovació del reglament (Reial Decret núm. 6 de 9 de gener de 1927). El 1928 el règim feixista va dissoldre les organitzacions juvenils no feixistes amb el Reial Decret núm. 5 de 9 de gener i el Reial Decret nún. 696 de 9 d'abril de 1928, incloses les associacions escoltes. El Cos Nacional de Joves Exploradors Italians (Corpo nazionale giovani esploratori italiani, CNGEI) (pluriconfessional) va ser dissolt aquell any; l'Associació d'escoltisme catòlic d'Itàlia (Associazione scouts cattolici italiani, ASCI) es va veure obligada a tancar tots els departaments en localitats de menys de 20.000 habitants, abans del tancament complet; l'Associació de nois pioners italians (Associazione dei ragazzi pionieri italiani, ARPI) va cessar voluntàriament les seves activitats. Molts escoltes van continuar desenvolupant les seves activitats a la clandestinitat i van participar activament en la lluita antifeixista. Un dels principals grups que va continuar amb les seves activitats va ser el de les Àguiles Perdudes (Aquile randagie) a Milà; alguns grups escoltes italians a l'estranger també van continuar les seves activitats.
L'única organització que va romandre activa va ser l'Acció Catòlica Italiana (Azione Cattolica Italiana), que en tot cas va haver de limitar les seves activitats només a l'àmbit catequèsic.

### Desenvolupament i absorció al GIL
Rígidament centralitzada, l'ONB va ser des de la seva fundació concebuda pels feixistes com un instrument de penetració de les institucions a les escoles; se li va encarregar l'ensenyament de l'educació física als nens. Els directors de les escoles i professors havien de facilitar les estructures escolars per a les iniciatives de l'ONB i convidar alumnes de totes les edats a unir-s'hi.
L'ONB també va organitzar cursos de formació i orientació professional, cursos postescolars per a adults, cursos de puericultura i economia domèstica per a dones, així com milers d'escoles rurals que el 1937 havien crescut fins a més de sis mil.
L'ONB es va fusionar, juntament amb els Fasci giovanili di combattimento (Grups de combat juvenils), a la Gioventù italiana del Littorio (Joventut italiana del lictor, GIL) a partir de 1937.

## Estructura
Depenent del gènere, els nens d'entre 8 a 14 anys eren considerats Balilla mentre que les nenes eren Picole Italiane. A partir dels 14 fins als 18 passaven a ser Avanguardisti i Giovani Italiane. Cal destacar que Balilla i Avanguardisti eren subestructures de l'organització.
També hi havia altres graus per als més petits de 6 a 8 anys: Figli della Lupa (fills de la lloba) i Figlie della Lupa (filles de la lloba) en al·lusió al mite de Ròmul i Rem.

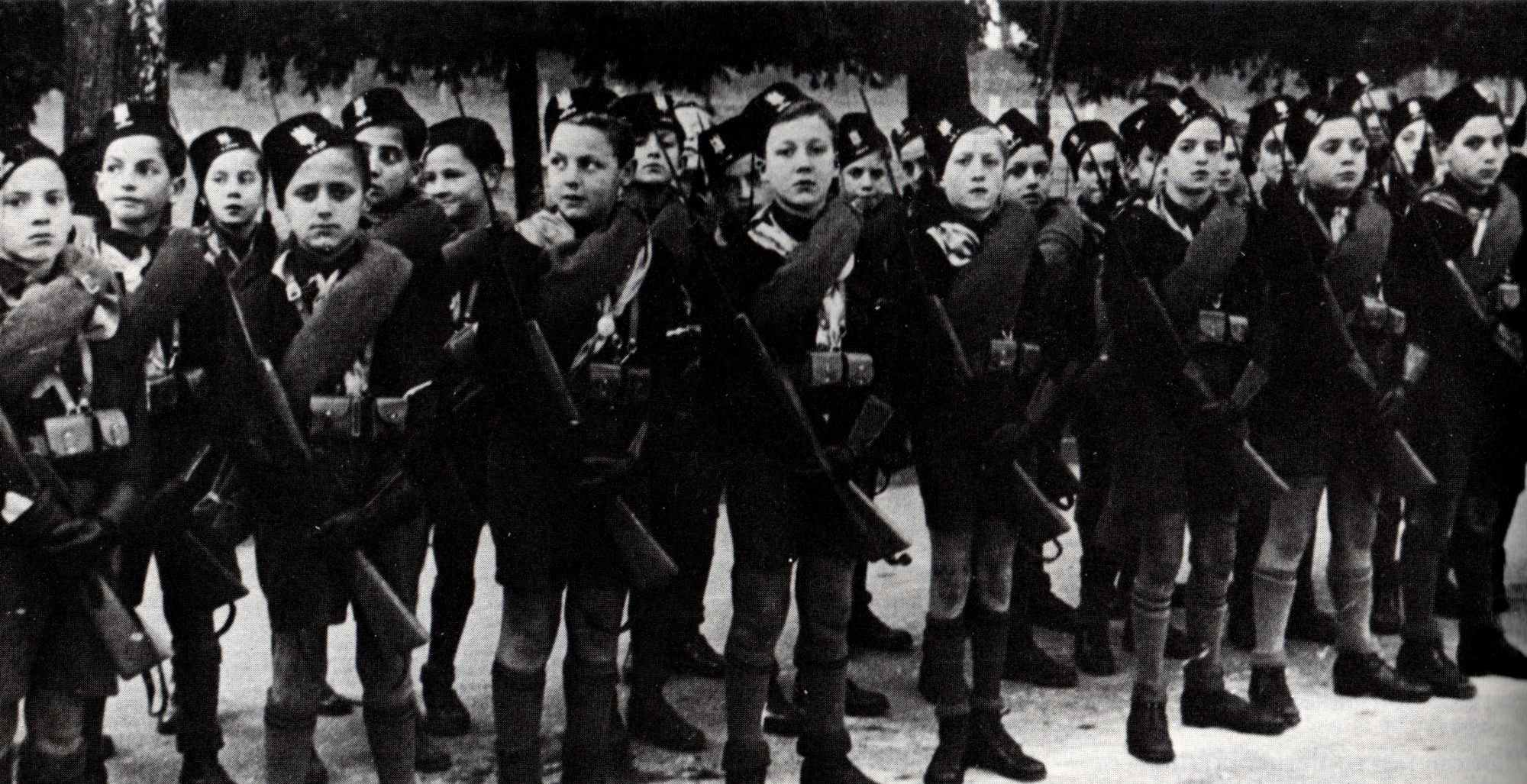
Reunió de nens Balila amb un mosquetó balilla a l'espatlla

A partir de 18 anys fins als 21, els nois i noies joves podien unir-se a grups addicionals de l'ONB com: Fasci Giovanili de Combattimento i Giovani Fasciste. Els nois estudiants que van obtenir una major educació van ser adscrits a la Gioventù Universitaria Fascista (GUF).
Mentre que l'Opera Nazionale Balilla va ser fundada com un «ens moral», a partir de 1929 l'organització va estar sota el control del Ministeri d'Educació Nacional, que va nomenar per a la seva supervisió un subsecretari per a l'Educació Física de la Joventut. L'estructura de comandament era piramidal, situant-se a la cúspide un Consell Nacional format per membres del Partit Nacional Feixista, per oficials de la MVSN i de l'exèrcit, i per representants del clergat; a escala local i provincial l'autoritat requeia en comitès amb la mateixa composició, en l'àmbit de la qual s'encarregaven del reclutament, i la disciplina professors, sacerdots i membres de la Milízia.

## Objectius i activitats
Tot i que, al començament, el seu objectiu era el d'una institució cultural com a contrapart ideològica de les escoles, va anar més enllà i va acabar sent un grup paramilitar encarregat de l'entrenament militar per a missions futures a l'Exèrcit Italià a banda de gestionar l'educació: tecnologia per als adults i els nens; i educació relacionada amb la llar i la família per a les nenes. L'adoctrinament va ser essencial per traslladar el missatge italianista als joves com a «feixistes del demà». Al llarg dels anys, l'ONB va ser l'única organització legal al país, ja que el règim havia il·legalitzat les altres.

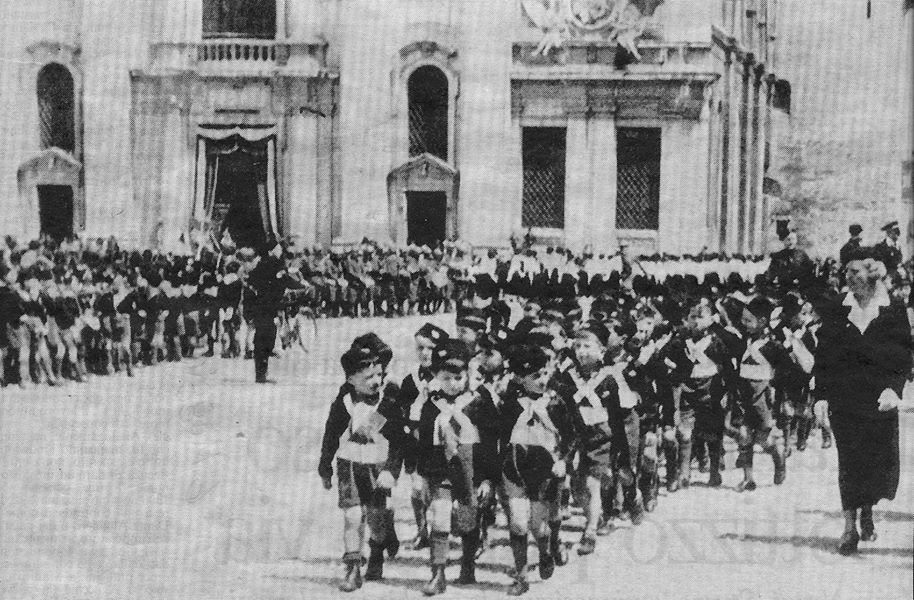
Desfilada de Balilla a la plaça Sordello (c. 1930)
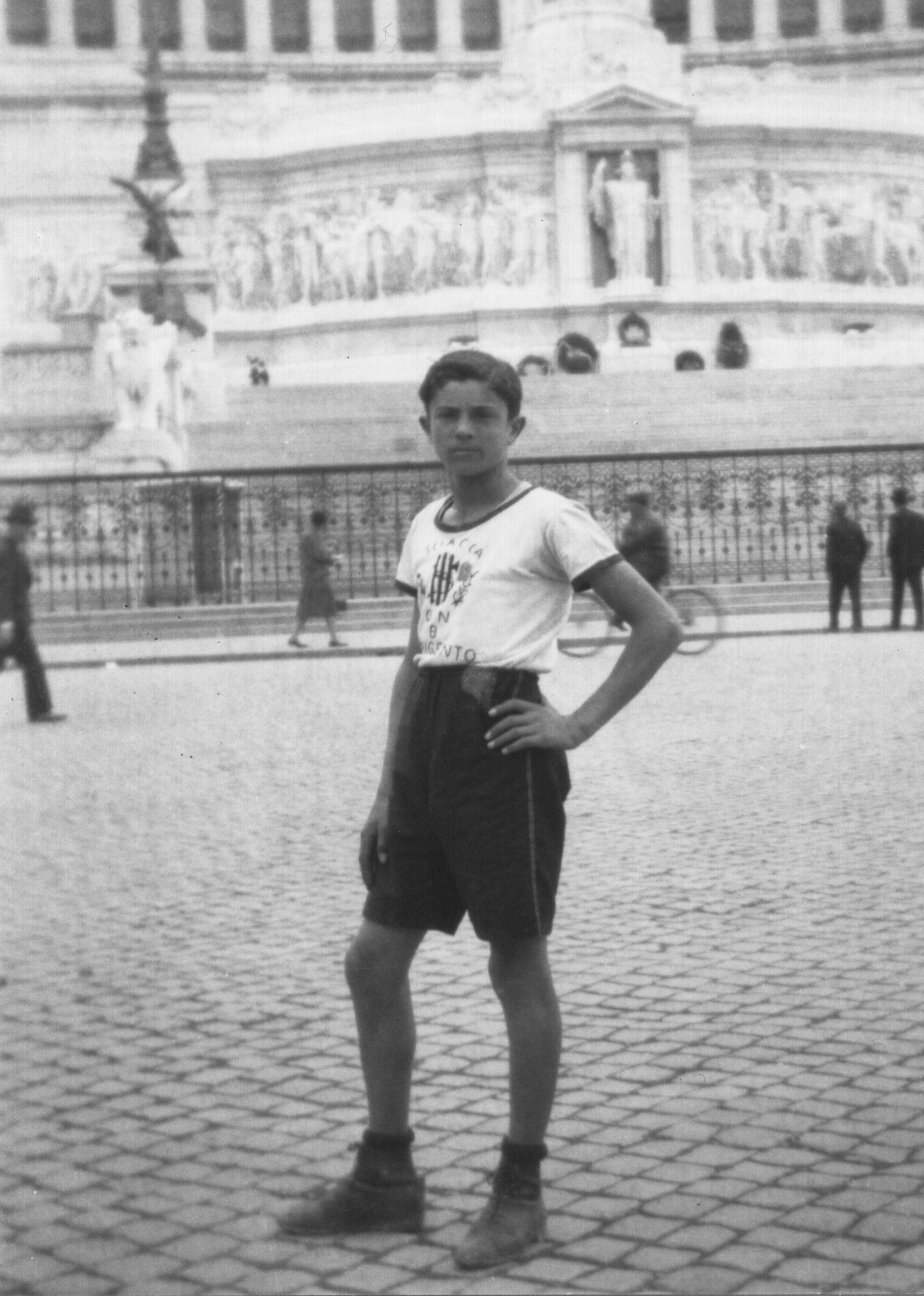
Un jove balilla
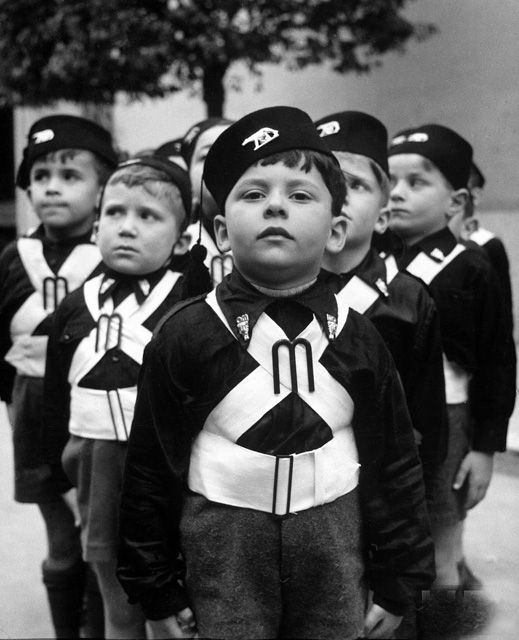
Grup de nens amb l'uniforme de Balilla

Encara més, l'ONB va prendre la iniciativa en totes les activitats escolars i van forçar els professors a enrolar els seus alumnes. A banda dels «dissabtes feixistes», els nens havien de passar els estius a campaments com Campi Dux i assistir a reunions de Balilla i Avanguardisti. L'afiliació a l'organització comportava privilegis socials i beneficis econòmics per a les classes pobres, mentre que no inscriure's suposava la discriminació del nen, assenyalava com a sospitosa la família i influïa negativament en la carrera futura (impedint fins i tot l'accés a sectors d'ocupació pública). Després de l'aprovació de la Carta della Scuola el 1939, la inscripció a les organitzacions juvenils feixistes es va convertir en obligatòria.

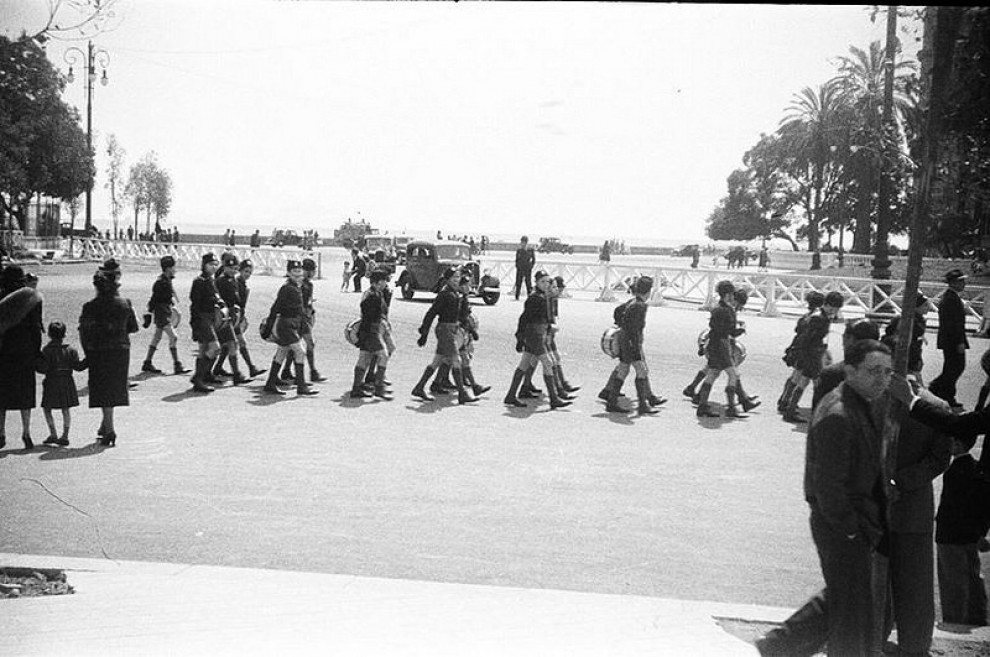
Desfilada dels Balilla a la Plaça de la Repubblica, el dia de la visita de Hitler a Nàpols (5 de maig de 1938)
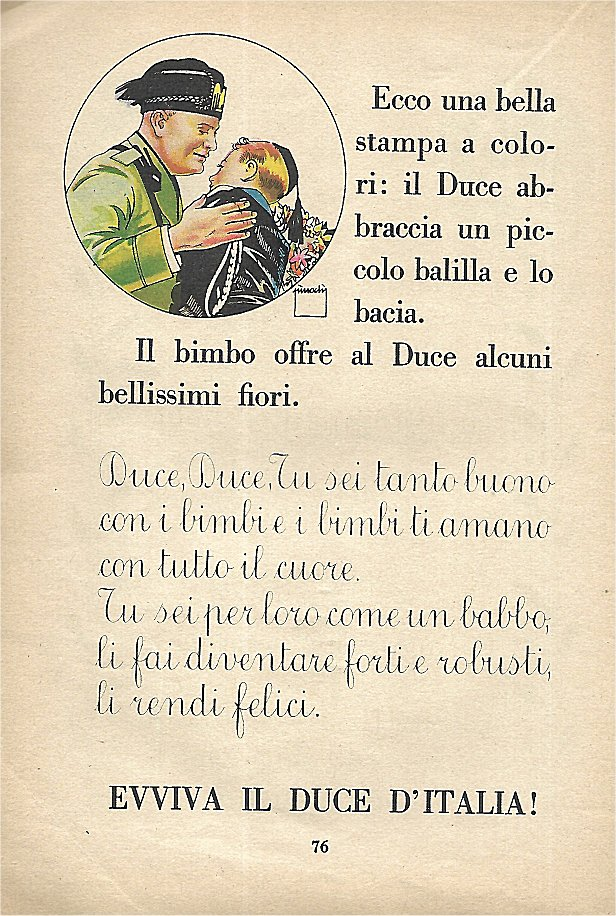
Pàgina 76 del llibre propagandístic Il libro della prima classe amb lloances a Benito Mussolini, de lectura obligada a les escoles italianes de l'època
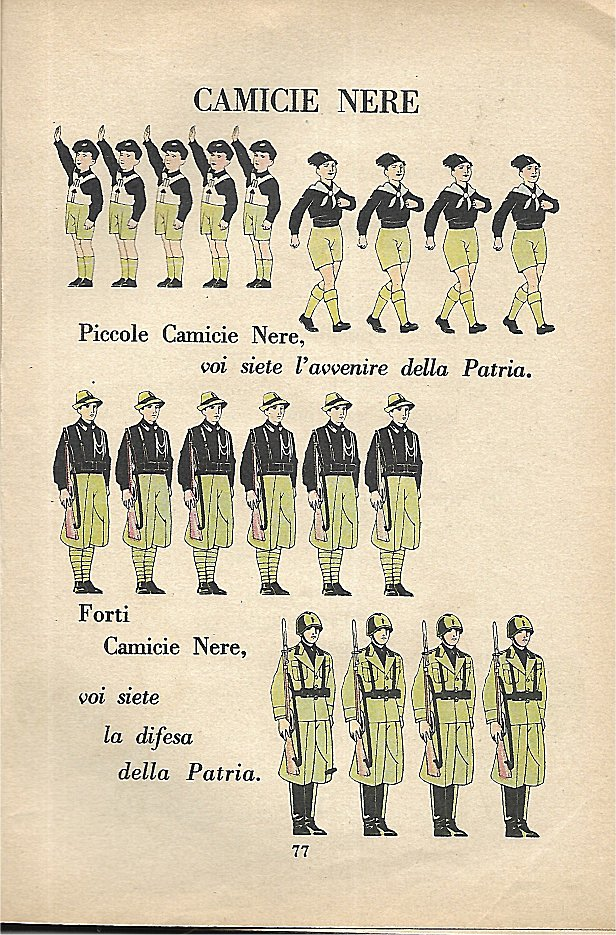
Pàgina 77 del llibre propagandístic Il libro della prima classe sobre els Camises Negres

A partir dels nous acords entre el règim feixista i el Vaticà del 1931, l'Església va reforçar la seva posició dins de l'ONB: cada cohort d'aquesta organització, formada per uns tres-cents membres, comptava amb l'assistència espiritual d'un capellà (sovint membre també de la Milízia) per impartir els sagraments i l'ensenyament de la doctrina catòlica. Com a resultat, els joves adscrits a organitzacions catòliques mantenien una doble militància: a Acció Catòlica (que va mantenir la seva activitat durant l'època feixista) i a l'ONB.
El vestuari dels nens consistia en un uniforme inspirat en el dels Camises Negres: l'epònima camisa negra, la fes tradicional arditi, pantalons verds foscos i mocador blau sobre les espatlles. Els uniformes dels nois variaven segons els grups d'edat, tant per a nois com per a noies, i hi havia uniformes específics per a activitats gimnàstiques i esportives. Durant els exercicis militars, van ser armats amb rifles i mosquetons, tots dos de mida reduïda similars al de l'Exèrcit.